# گویا یلو
گویا یلو (ایتالیایی: Guia Jelo؛ زادهٔ ۵ مارس ۱۹۵۶) بازیگر اهل ایتالیا است.
از فیلم‌ها یا برنامه‌های تلویزیونی که وی در آن نقش داشته‌است می‌توان به افسون، کورلئونه، و اینک سکس، پسران حاشیه‌نشین و اسم من توماسه اشاره کرد.